# ویلی بلا
ویلی بلا (فرانسوی: Willy Blain‎؛ زادهٔ ۲۴ آوریل ۱۹۷۸) بوکسور اهل فرانسه بود.